# Citroën C4 WRC

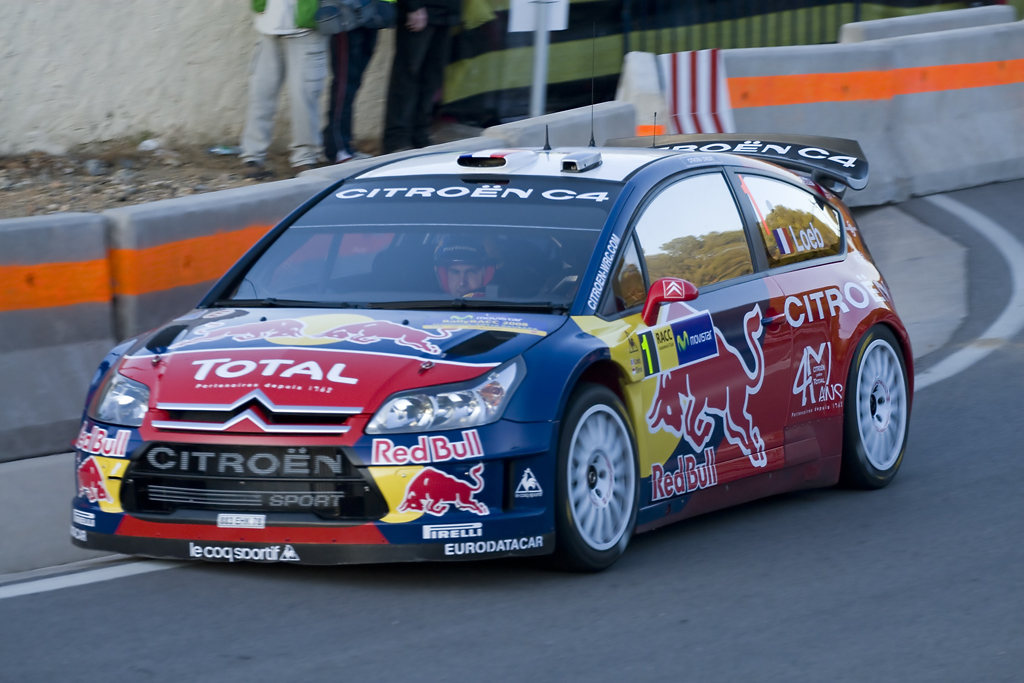
Citroën C4 WRC.

El Citroën C4 WRC és un cotxe del Campionat del Món de Ral·lis construït per la marca Citroën per a competir amb el Citroën World Rally Team al Mundial de Ral·lis. Està basat en el model C4 i va reemplaçar el Citroën Xsara WRC.
Va debutar en carrera al Campionat del Món de Ral·lis 2007, concretament a la prova de Monte-carlo, amb els dos conductors de la marca, en Sébastien Loeb i en Dani Sordo. Des de llavors ha guanyat el títol de conductors cada any amb Loeb. A més a més, ha donat a Citroën el títol de constructors a les temporades 2008, 2009 i 2010. En les curses, ha destacat especialment en asfalt.